# Lancer du javelot féminin aux championnats du monde d'athlétisme 1991
Navigation
Rome 1987 Stuttgart 1993
L'épreuve du lancer du javelot féminin des championnats du monde d'athlétisme 1991 s'est déroulée les 31 août et 1er septembre 1991 dans le Stade olympique national de Tokyo, au Japon. Elle est remportée par la Chinoise Xu Demei.

## Résultats

### Finale
| Rang               | Athlète                 | Pays             | Essais | Essais | Essais | Essais | Essais | Essais | Marque  |
| Rang               | Athlète                 | Pays             | 1      | 2      | 3      | 4      | 5      | 6      | Marque  |
| ------------------ | ----------------------- | ---------------- | ------ | ------ | ------ | ------ | ------ | ------ | ------- |
| Médaille d'or      | Xu Demei                | Chine            |        |        |        |        |        |        | 68,78 m |
| Médaille d'argent  | Petra Felke-Meier       | Allemagne        |        |        |        |        |        |        | 68,68 m |
| Médaille de bronze | Silke Renk              | Allemagne        |        |        |        |        |        |        | 66,80 m |
| 4                  | Natalya Cherniyenko     | Union soviétique |        |        |        |        |        |        | 65,22 m |
| 5                  | Trine Solberg-Hattestad | Norvège          |        |        |        |        |        |        | 63,36 m |
| 6                  | Louise McPaul           | Australie        |        |        |        |        |        |        | 62,34 m |
| 7                  | Dulce García            | Cuba             |        |        |        |        |        |        | 62,68 m |
| 8                  | Päivi Alafrantti        | Finlande         |        |        |        |        |        |        | 62,26 m |
| 9                  | Heli Rantanen           | Finlande         |        |        |        |        |        |        | 60,96 m |
| 10                 | Anna Verouli            | Grèce            |        |        |        |        |        |        | 59,12 m |
| 11                 | Natalya Shikolenko      | Union soviétique |        |        |        |        |        |        | 58,82 m |
| 12                 | Karen Forkel            | Allemagne        |        |        |        |        |        |        | 57,90 m |

## Légende
Records et Performances
- AR : Record continental (area record)
- CR : Record des championnats (championship record)
- MR : Record du meeting (meet record)
- NR : Record national (national record)
- OR : Record olympique (olympic record)
- PR : Record paralympique (paralympic record)
- PB : Record personnel (personal best)
- SB : Meilleure performance personnelle de la saison (season's best)
- WL : Meilleure performance mondiale de l'année (world leader)
- WJR : Record du monde junior (world junior record)
- WR : Record du monde (world record)

Circonstances et Conditions
- DNF : N'a pas terminé (did not finish)
- DNS : N'a pas pris le départ (did not start)
- DQ : Disqualification (disqualification)
- NM : Aucun essai valable enregistré (No Mark)
- Q : Qualifié « directement » au prochain tour (ou à la prochaine compétition), lors d'une compétition majeure, grâce au classement ou à la réalisation des minima (automatic qualifier)
- q : Qualifié au prochain tour (ou à la prochaine compétition), lors d'une compétition majeure, grâce au repêchage ou à la réalisation de l'une des meilleures performances parmi celles des « non qualifiés directement » (grâce au meilleur temps ou à la meilleure distance par exemple) (secondary qualifier)